# 法沃河畔普罗旺谢尔
法沃河畔普罗旺谢尔（法語：Provenchères-sur-Fave，法語發音：[pʁɔvɑ̃ʃɛʁ syʁ fav] ⓘ）是法国大東部大區孚日省的一个旧市镇，属于孚日圣迪耶区。2016年，法沃河畔普罗旺谢尔与市镇大科尔鲁瓦合并为新市镇普罗旺谢尔和科尔鲁瓦。

## 地名
《世界地名翻译大辞典》与《世界地名译名词典》将其纯音译作“普罗旺谢尔叙尔法沃”，虽然“sur”后接非河名的时候地名需纯音译，不过此处的“法沃”确实是一条河流的名称。

## 地理
法沃河畔普罗旺谢尔（48°18'27"N, 7°4'43"E）面积7.27 平方千米，位于法国大東部大區孚日省，该省份为法国东北部内陆省份，北起默兹省和默尔特-摩泽尔省，西接上马恩省，南至上索恩省和贝尔福地区省，东临上莱茵省和下莱茵省。
与法沃河畔普罗旺谢尔接壤的市镇（或旧市镇、城区）包括：大福斯。
法沃河畔普罗旺谢尔的时区为UTC+01:00、UTC+02:00（夏令时）。

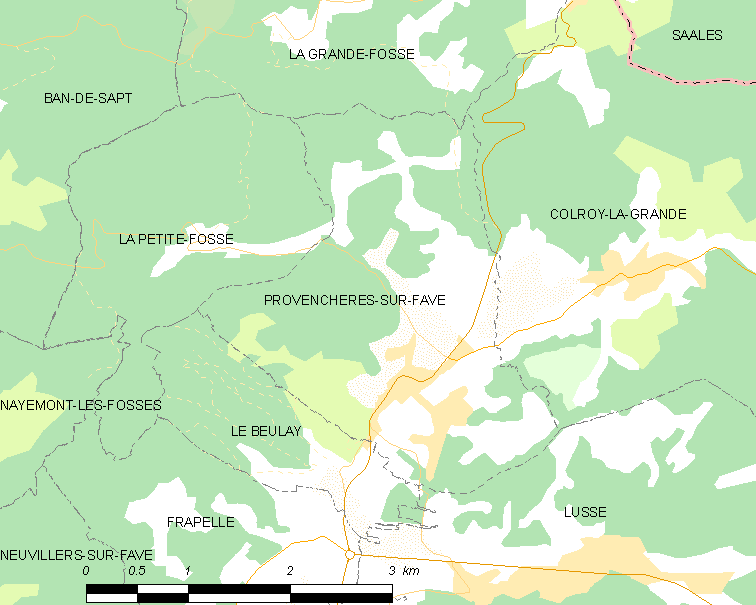
法沃河畔普罗旺谢尔的OSM定位图

## 行政
法沃河畔普罗旺谢尔的邮政编码为88490，INSEE市镇编码为88361。

## 政治
法沃河畔普罗旺谢尔所属的省级选区为孚日圣迪耶第二县。

## 人口

1962-2008年间法沃河畔普罗旺谢尔人口变化图示

法沃河畔普罗旺谢尔于2018年1月1日时的人口数量为841人。